# Кубанская ГЭС-1
Кубанская ГЭС-1 (Куршавская ГЭС-1, ГЭС-1 Каскада Кубанских ГЭС) — гидроэлектростанция в Карачаево-Черкесии, у посёлка Октябрьский Прикубанского района, на 63-м километре Большого Ставропольского канала. Входит в состав Каскада Кубанских ГЭС (группа Куршавских ГЭС), являясь его второй ступенью. Собственником Кубанской ГЭС-1 является ПАО «РусГидро».

## Конструкция станции
Кубанская ГЭС-1 представляет собой средненапорную деривационную электростанцию с подводящей деривацией в виде канала. Станция работает в соответствии с режимом Большого Ставропольского канала в базовой части графика нагрузок, водохранилищ или бассейнов регулирования не имеет. Установленная мощность электростанции — 37 МВт, проектная среднегодовая выработка электроэнергии — 197 млн кВт·ч, фактическая среднемноголетняя выработка электроэнергии — 195 млн кВт·ч. Состав сооружений ГЭС:.
- подводящий канал, общий для водоприёмника и холостого водосброса;
- холостой водосброс, включающий оголовок, лоток-быстроток длиной 704 м, водобойный колодец и отводящий канал длиной 315 м. Расчетная пропускная способность водосброса — 75 м³/с, предельная пропускная способность — 105 м³/с;
- двухпролётный водоприёмник сифонного типа с аванкамерой, общей с холостым водосбросом;
- засыпанный грунтом двухниточный железобетонный напорный трубопровод, длина каждой нитки 720 м и диаметр 4 м;
- здание ГЭС;
- отводящий канал.

Здание ГЭС наземное, длиной 48 м, полуоткрытого типа — с размещением козлового крана грузоподъёмностью 100 т на крыше здания. В машинном зале здания ГЭС установлены два вертикальных гидроагрегата мощностью по 18,5 МВт с радиально-осевыми турбинами РО 75-В-250, работающими на расчётном напоре 49,75 м. Предтурбинные затворы отсутствуют. Турбины приводят в действие гидрогенераторы ВГС 525/119-32. Производитель гидротурбин — харьковское предприятие «Турбоатом», генераторов — завод «Уралэлектротяжмаш». С генераторов электроэнергия передаётся на два силовых трансформатора ТД-63000/110-У1, а с них — на комплектное элегазовое распределительное устройство (КРУЭ) напряжением 110 кВ. В энергосистему электроэнергия станции выдаётся по трём линиям электропередачи:
- ВЛ 110 кВ ГЭС-1 — ГАЭС (Л-46);
- ВЛ 110 кВ ГЭС-1 — ГЭС-2 (Л-47).
- ВЛ 6 кВ ГЭС-1 — ГЭС-2 (Ф-62).

Сооружения и оборудование Кубанской ГЭС-1
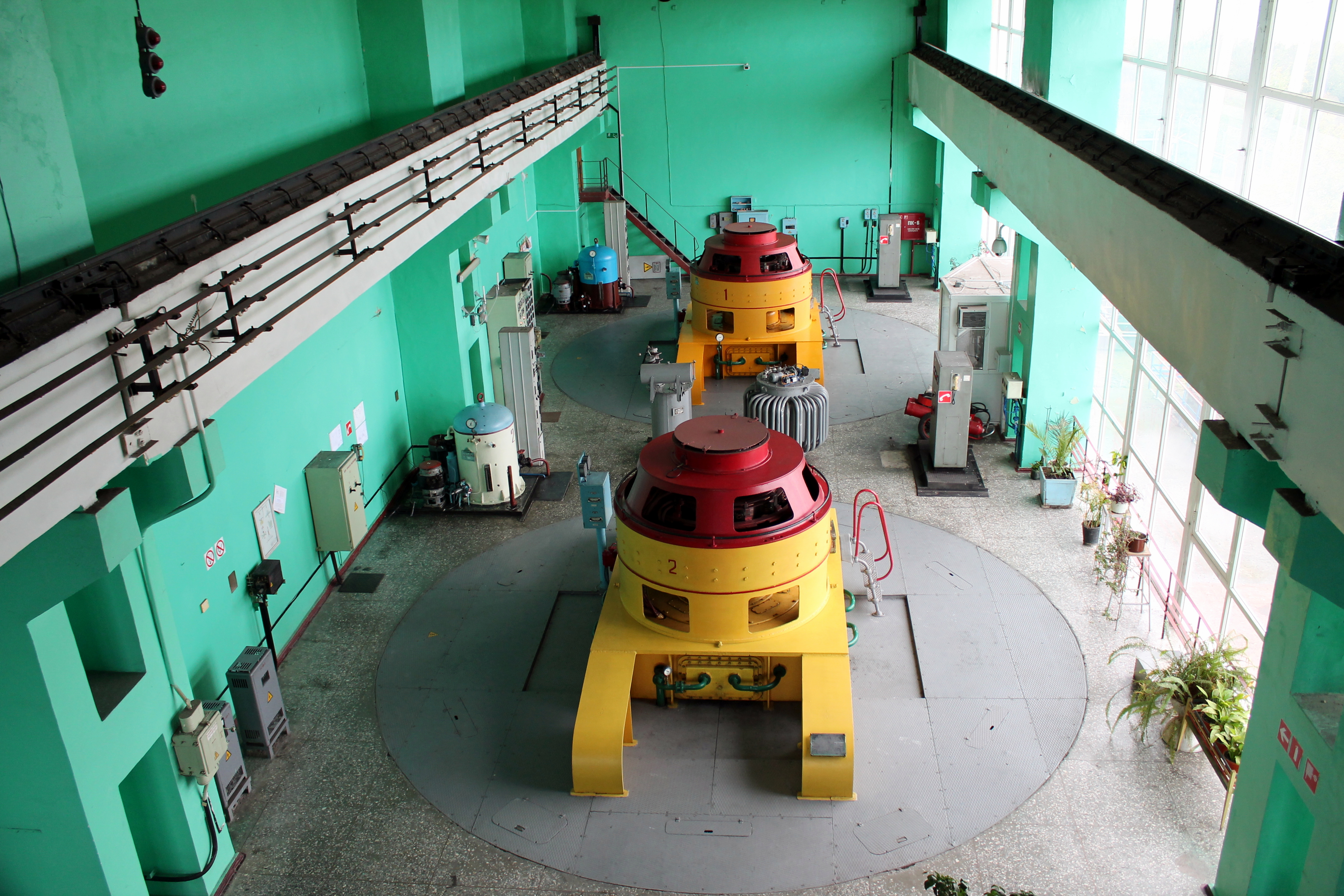
Машинный зал
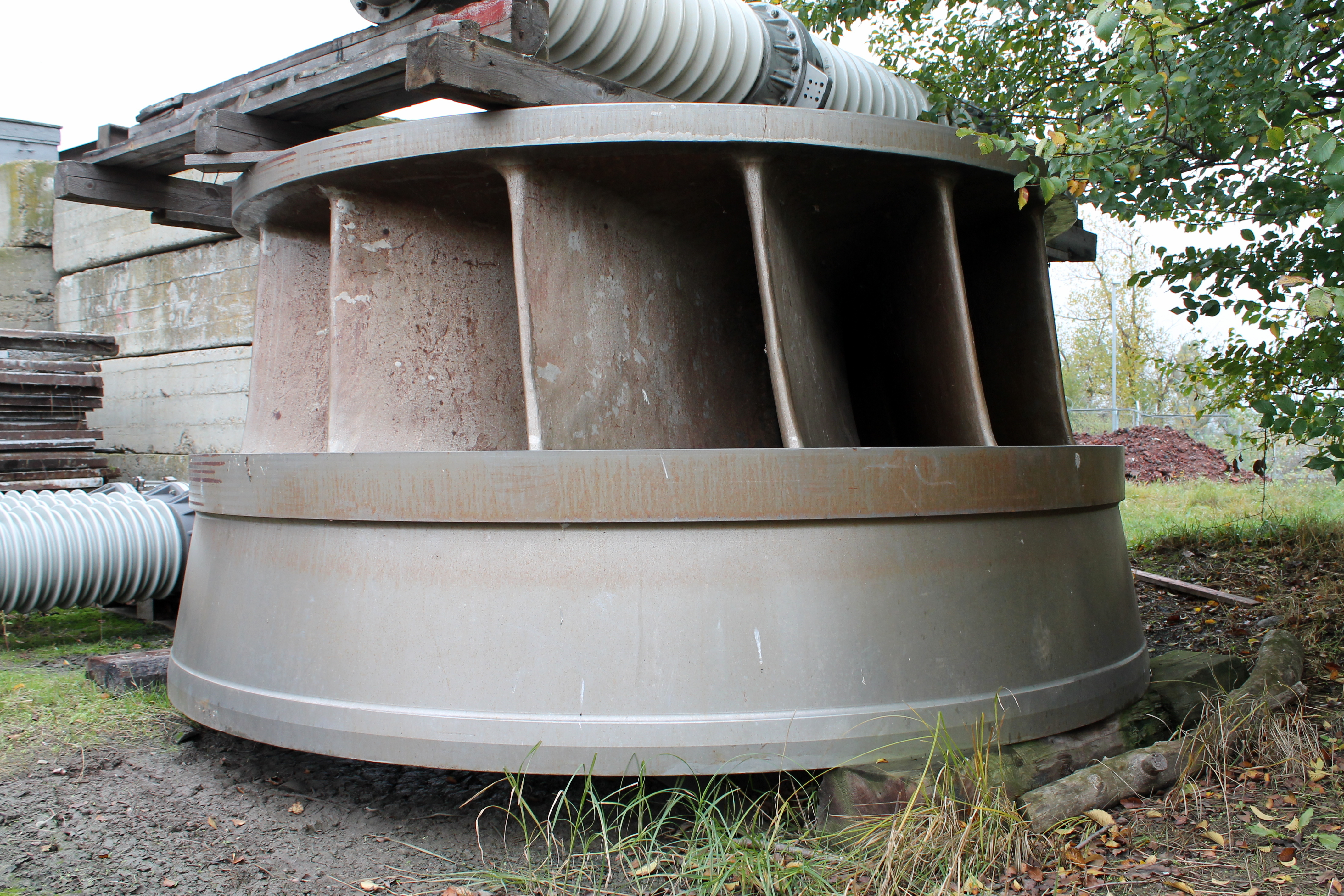
Рабочее колесо турбины
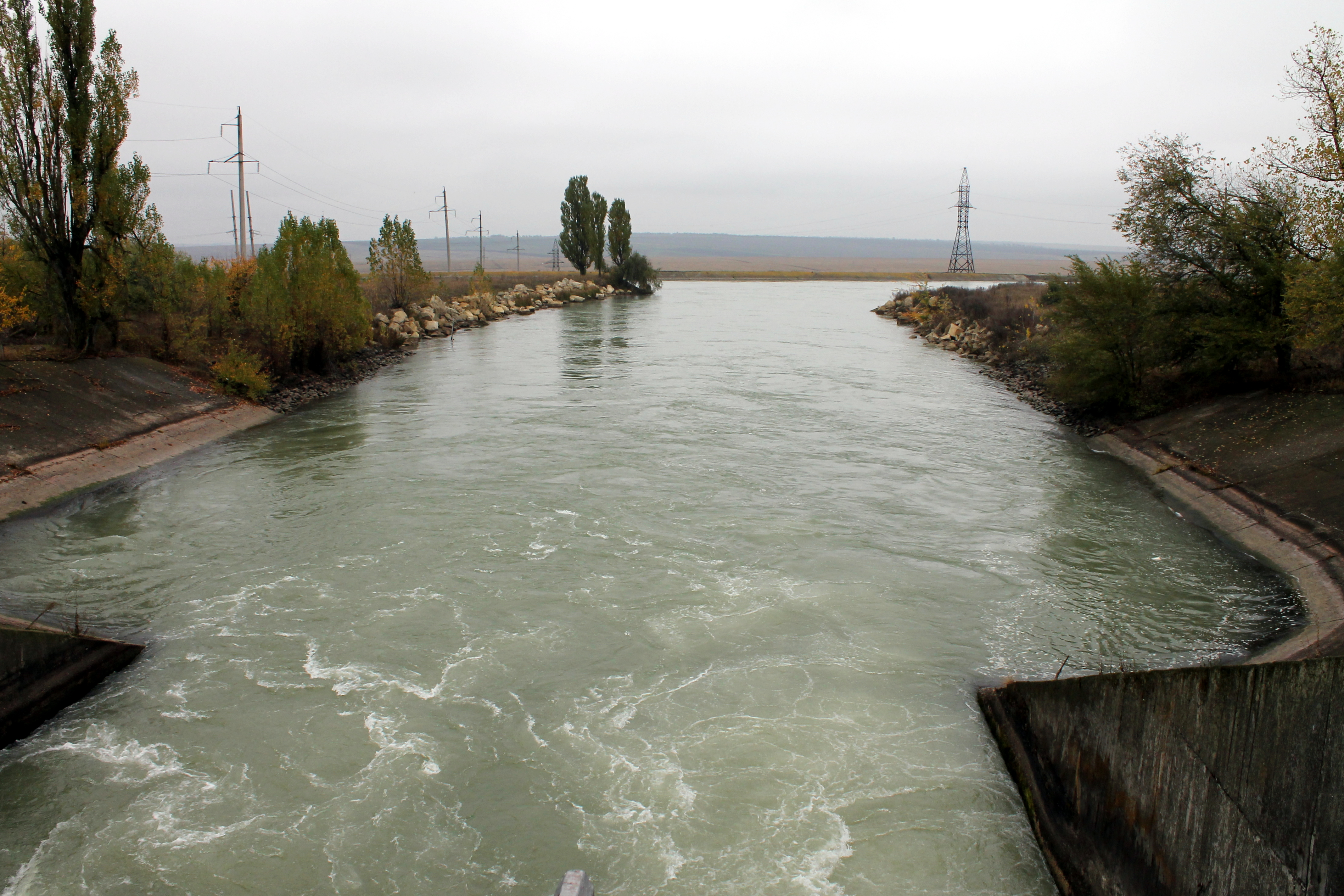
Отводящий канал
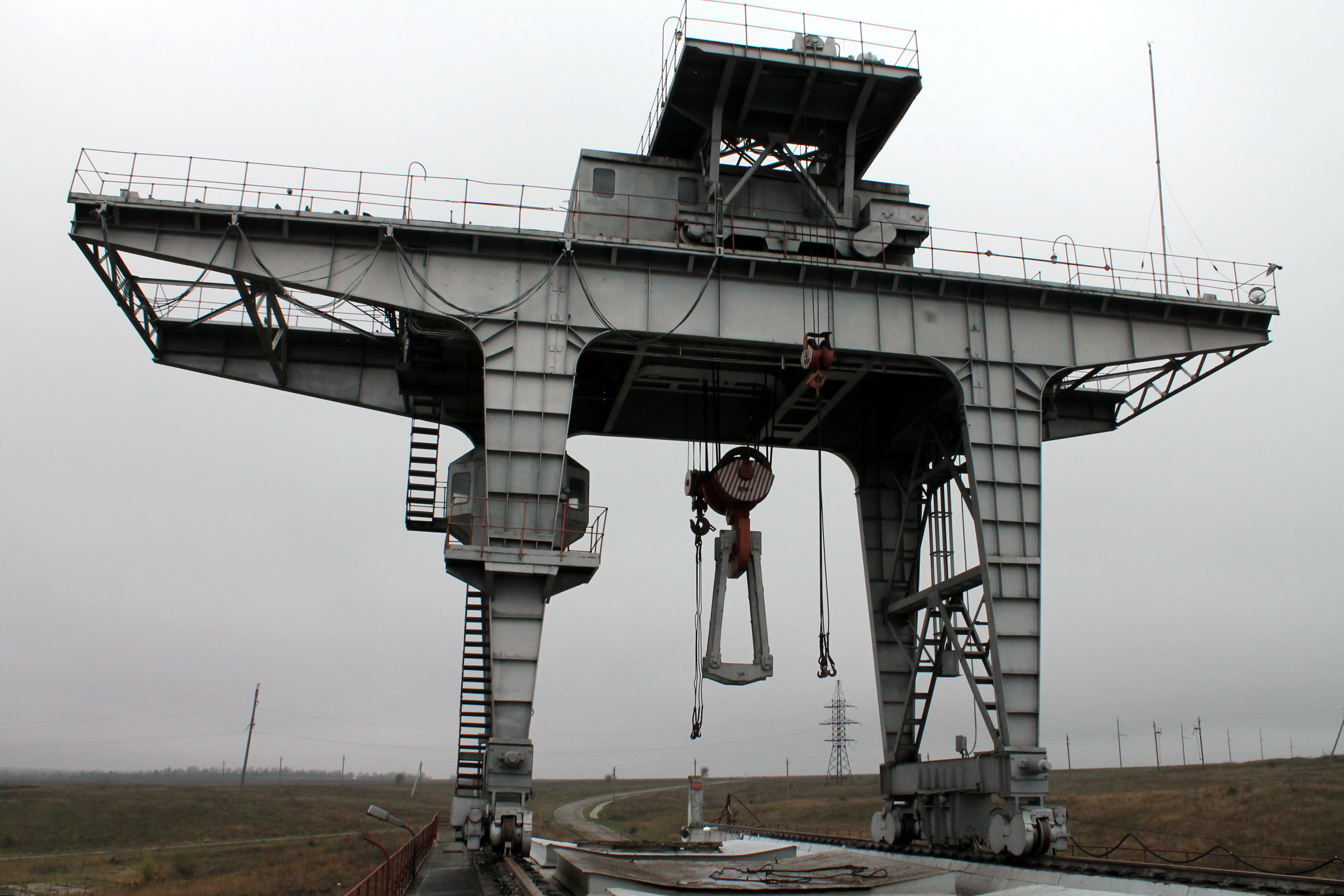
Козловой кран
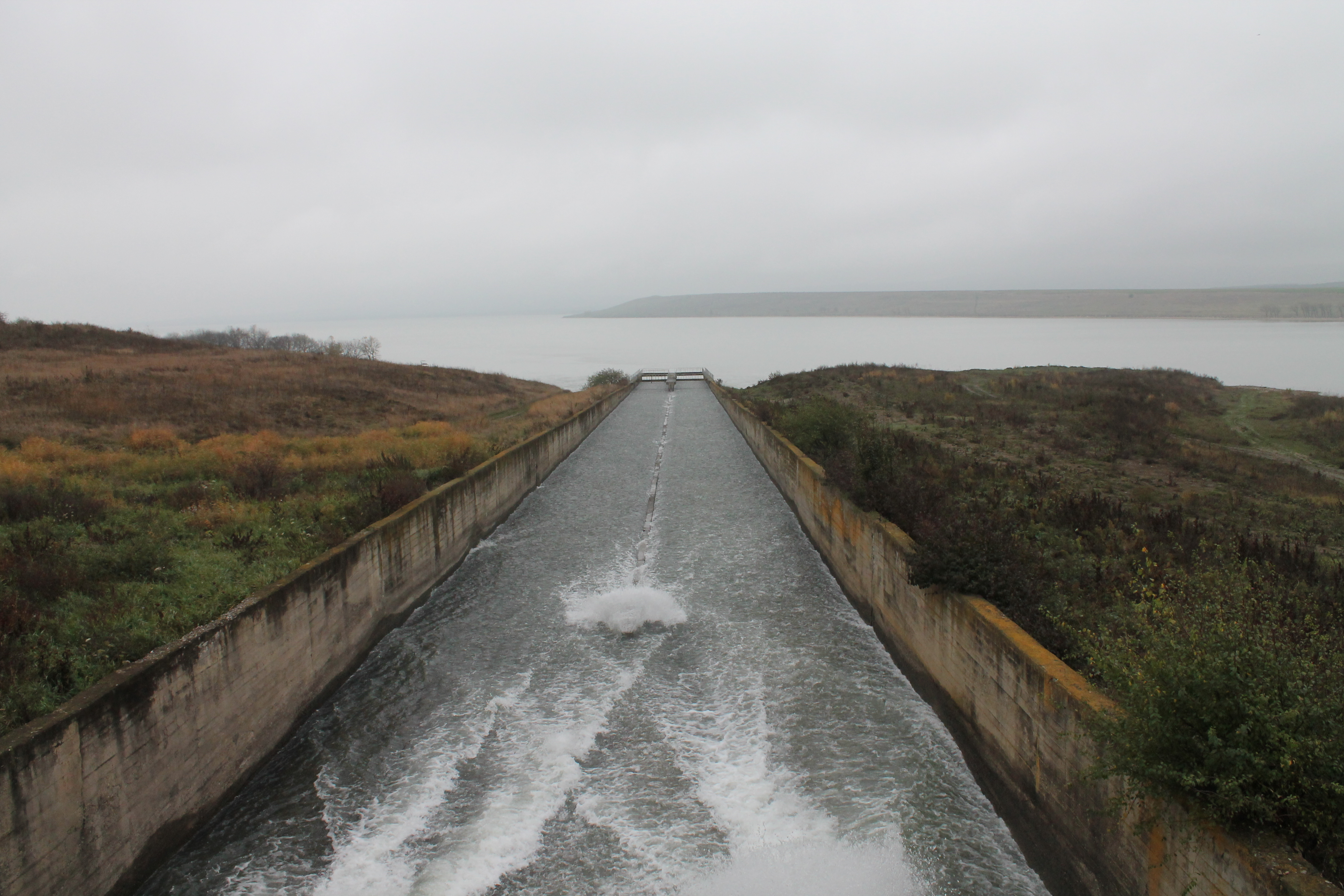
Холостой водосброс
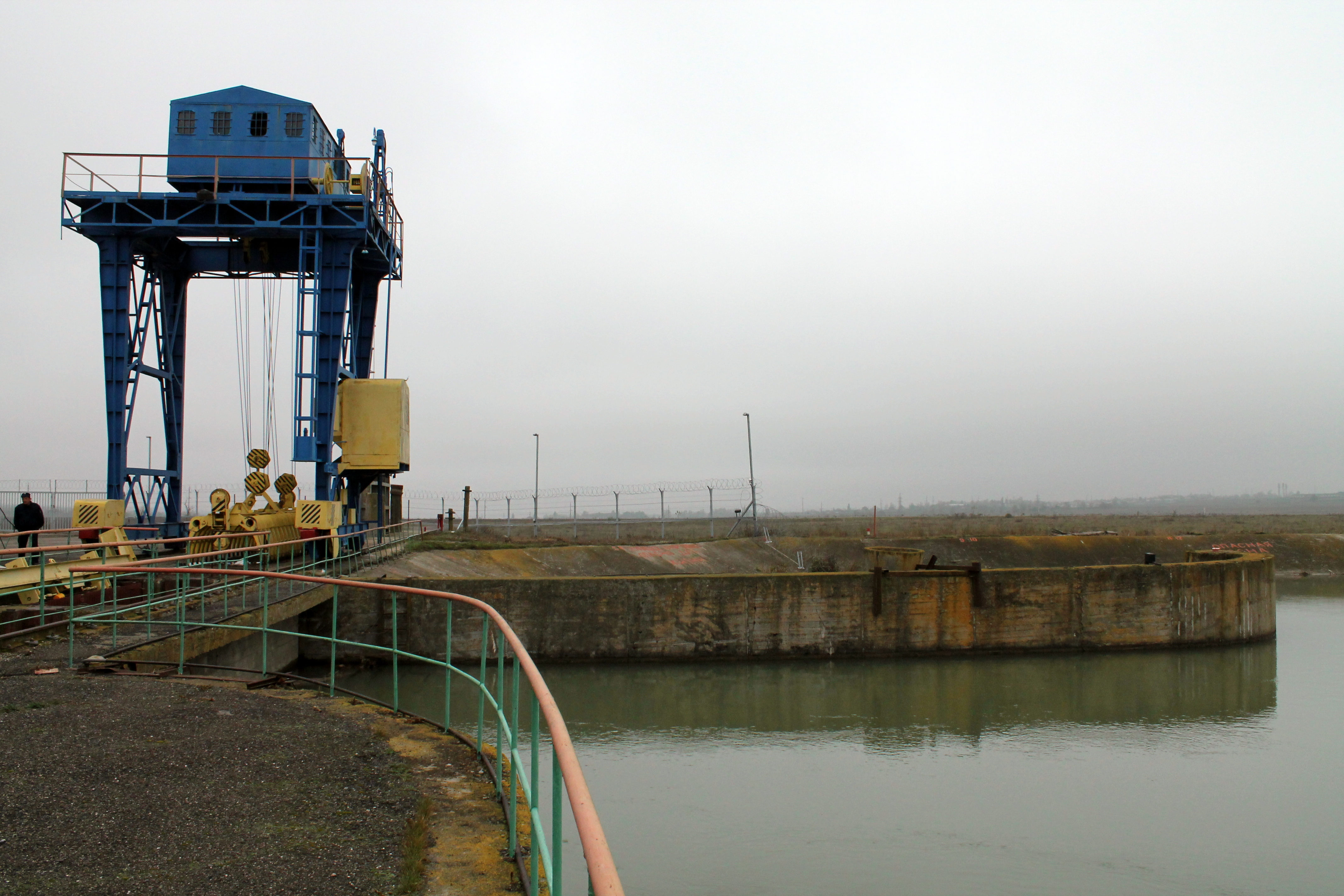
Водоприёмник
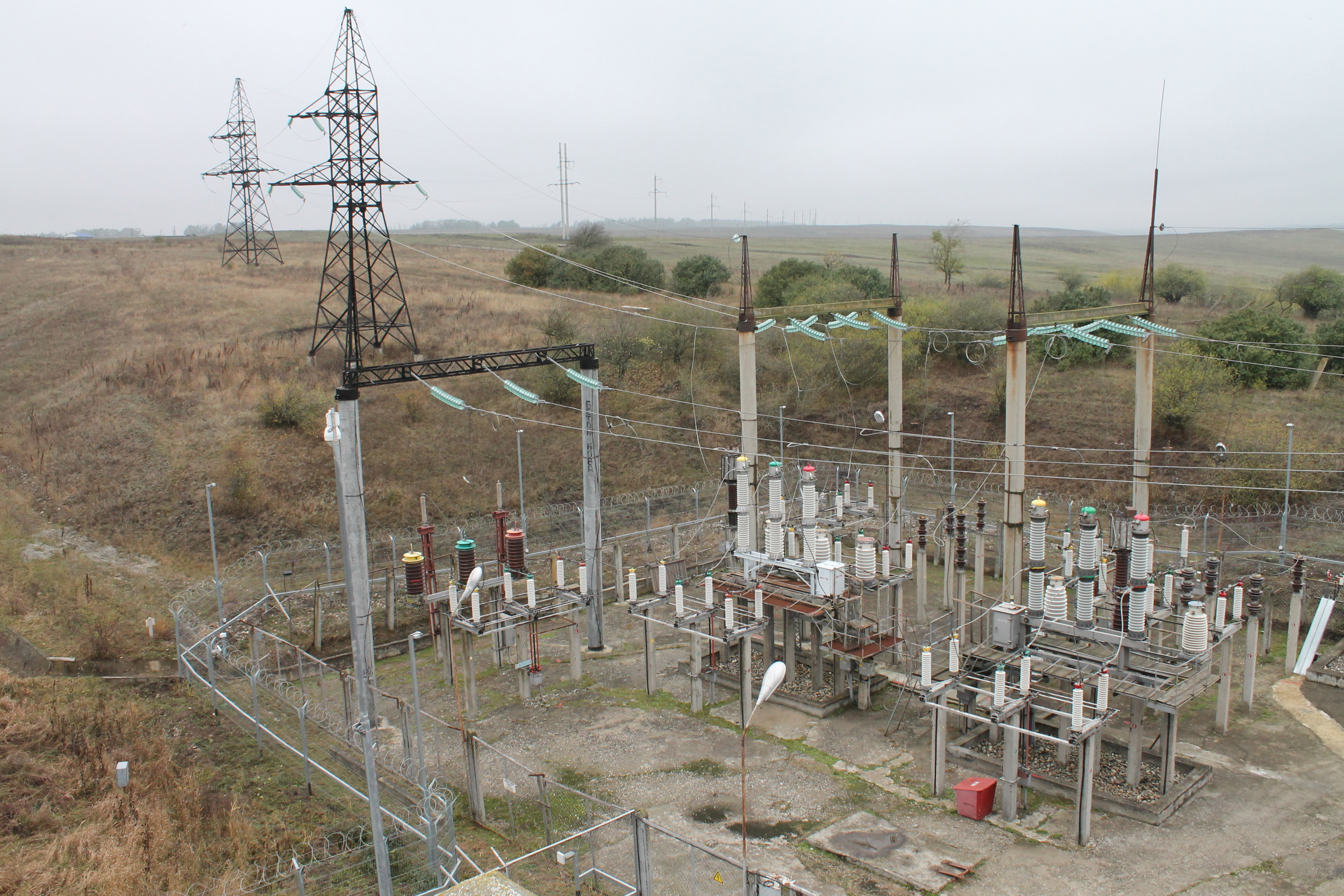
Распределительное устройство (ОРУ-110 кВ)

## История строительства и эксплуатации
В 1935—1940 годах в соответствии с Постановлением Совнаркома СССР была разработана Схема обводнения Ставрополья. В соответствии с ней, было намечено строительство двух обводнительно-оросительных систем: Кубань-Егорлыкской и Кубань-Калаусской (с 1968 года — Большой Ставропольский канал). Проектное задание первой очереди Кубань-Калаусской системы было разработано Пятигорским филиалом института «Южгипроводхоз» и утверждено в 1956 году. В проектном задании институтом «Укргидропроект» был выполнен раздел, посвящённый гидроэнергетическому использованию канала. С 1956 года проектирование энергетических сооружений по трассе канала было выделено в отдельный титул и поручено институту «Гидропроект».
По первоначальным проработкам каскада, напор на ГЭС-1 должен был составить 30 м, а мощность станции — 21,4 МВт. В ходе дальнейшего проектирования, благодаря изменению параметров Кубанского водохранилища (перевод его в наливной режим с сооружением Кубанской ГАЭС) и увеличению пропускной способности Большого Ставропольского канала, удалось существенно увеличить напор, мощность и выработку Кубанской ГЭС-1. Строительство станции было начато в 1961 году организацией «Севкавгидроэнергострой», первый гидроагрегат Кубанской ГЭС-1 был пущен в 1967 году, второй — в 1968 году. В ходе строительства станции была произведена выемка 512 тыс. м³ и насыпь 258 тыс. м³ мягкого грунта, а также насыпь 23 тыс. м³ каменной наброски, дренажей и фильтров. Было уложено 27,9 тыс. тонн бетона и железобетона, смонтировано около 200 тонн металлоконструкций и механизмов.
20 октября 1967 года дирекция строящихся Кубанских ГЭС была преобразована в Каскад Кубанских ГЭС в состав которого вошли 5 электростанций (ГАЭС, ГЭС-1, ГЭС-2, ГЭС-3, ГЭС-4). С 1 апреля 1972 года Кубанская ГЭС-1 в составе каскада Кубанских ГЭС была передана в ведение районного энергетического управления «Ставропольэнерго», которое в 1988 году было преобразовано в Ставропольское производственное объединение энергетики и электрификации «Ставропольэнерго», на базе которого в 1993 году было создано ОАО «Ставропольэнерго». В 2005 году в ходе реформы РАО «ЕЭС России» Кубанская ГЭС-1 вместе с другими ГЭС каскада была выделена из состава ОАО «Ставропольэнерго» в ОАО «Ставропольская электрическая генерирующая компания», которое в свою очередь в 2006 году перешло под контроль ОАО «ГидроОГК» (позднее переименованного в ОАО «РусГидро». В 2008 году ОАО «Ставропольская электрическая генерирующая компания» было ликвидировано, и Кубанская ГЭС-1 вошла в состав филиала ОАО «РусГидро» — Каскад Кубанских ГЭС.
Оборудование станции отработало более 50 лет, в связи с чем ведется его модернизация. В 1986 году на станции заменили рабочие колёса гидротурбин. По состоянию на начало 2020 года, разработан и прошёл экспертизу проект комплексной модернизации Кубанской ГЭС-1, в 2018 и 2021 годах заменены силовые трансформаторы станции, в 2021 году завершена реконструкция открытого распределительного устройства с заменой на комплектное распределительное устройство элегазовое (КРУЭ).